# Viercontinentenkampioenschappen shorttrack
De Viercontinentenkampioenschappen shorttrack (officieel Four Continents Short Track Speed Skating Championships) werden in 2020 voor het eerst gehouden als equivalent van de Europese kampioenschappen shorttrack voor alle andere continenten. De ISU organiseerde al sinds 1999 een viercontinentenkampioenschap in het kunstschaatsen.
De eerste editie vond plaats op 11 en 12 januari 2020 in Montreal, Canada en werd gedomineerd door de Zuid-Koreanen. Een geplande tweede editie in de winter van 2020/2021 werd afgelast in verband met de coronapandemie en dat gebeurde opnieuw in het seizoen 2021/2022. Op 10, 11 en 12 november 2022 vond in Salt Lake City dan toch de tweede editie plaats.

## Edities
| Jaar | Datum               | Plaats         | Evenementen                                  | Winnaar mannen                               | Winnaar vrouwen                              | Winnaar relay mannen                         | Winnaar relay vrouwen                        | Winnaar relay mixed                          |
| ---- | ------------------- | -------------- | -------------------------------------------- | -------------------------------------------- | -------------------------------------------- | -------------------------------------------- | -------------------------------------------- | -------------------------------------------- |
| 2020 | 11–12 januari 2020  | Montreal       | 10                                           | Hwang Dae-heon                               | Choi Min-jeong                               | Zuid-Korea                                   | Zuid-Korea                                   | [ 2 ]                                        |
| 2021 |                     | Salt Lake City | Afgelast vanwege coronapandemie              | Afgelast vanwege coronapandemie              | Afgelast vanwege coronapandemie              | Afgelast vanwege coronapandemie              | Afgelast vanwege coronapandemie              | Afgelast vanwege coronapandemie              |
| 2022 |                     | Salt Lake City | Afgelast vanwege coronapandemie              | Afgelast vanwege coronapandemie              | Afgelast vanwege coronapandemie              | Afgelast vanwege coronapandemie              | Afgelast vanwege coronapandemie              | Afgelast vanwege coronapandemie              |
| 2023 | 10–12 november 2022 | Salt Lake City | 9                                            | [ 3 ]                                        | [ 3 ]                                        | China                                        | Zuid-Korea                                   | Verenigde Staten                             |
| 2024 | 3–5 november 2023   | Laval          | 9                                            | [ 3 ]                                        | [ 3 ]                                        | Zuid-Korea                                   | Canada                                       | Canada                                       |
| 2025 | 8–9 november 2024   | Salt Lake City | Afgelast vanwege de veiligheid op de ijsbaan | Afgelast vanwege de veiligheid op de ijsbaan | Afgelast vanwege de veiligheid op de ijsbaan | Afgelast vanwege de veiligheid op de ijsbaan | Afgelast vanwege de veiligheid op de ijsbaan | Afgelast vanwege de veiligheid op de ijsbaan |